# 1865 год
1865 (ты́сяча восемьсо́т шестьдеся́т пя́тый) год  по григорианскому календарю — невисокосный год, начинающийся в воскресенье. Это 1865 год нашей эры, 5‑й год 7‑го десятилетия XIX века 2‑го тысячелетия, 6‑й год 1860‑х годов. Он закончился 160 лет назад.
| Пн | Вт | Ср | Чт | Пт | Сб | Вс |
|    |    |    |    |    |    | 1  |
| 2  | 3  | 4  | 5  | 6  | 7  | 8  |
| 9  | 10 | 11 | 12 | 13 | 14 | 15 |
| 16 | 17 | 18 | 19 | 20 | 21 | 22 |
| 23 | 24 | 25 | 26 | 27 | 28 | 29 |
| 30 | 31 |    |    |    |    |    |

| Пн | Вт | Ср | Чт | Пт | Сб | Вс |
|    |    | 1  | 2  | 3  | 4  | 5  |
| 6  | 7  | 8  | 9  | 10 | 11 | 12 |
| 13 | 14 | 15 | 16 | 17 | 18 | 19 |
| 20 | 21 | 22 | 23 | 24 | 25 | 26 |
| 27 | 28 |    |    |    |    |    |

| Пн | Вт | Ср | Чт | Пт | Сб | Вс |
|    |    | 1  | 2  | 3  | 4  | 5  |
| 6  | 7  | 8  | 9  | 10 | 11 | 12 |
| 13 | 14 | 15 | 16 | 17 | 18 | 19 |
| 20 | 21 | 22 | 23 | 24 | 25 | 26 |
| 27 | 28 | 29 | 30 | 31 |    |    |

| Пн | Вт | Ср | Чт | Пт | Сб | Вс |
|    |    |    |    |    | 1  | 2  |
| 3  | 4  | 5  | 6  | 7  | 8  | 9  |
| 10 | 11 | 12 | 13 | 14 | 15 | 16 |
| 17 | 18 | 19 | 20 | 21 | 22 | 23 |
| 24 | 25 | 26 | 27 | 28 | 29 | 30 |

| Пн | Вт | Ср | Чт | Пт | Сб | Вс |
| 1  | 2  | 3  | 4  | 5  | 6  | 7  |
| 8  | 9  | 10 | 11 | 12 | 13 | 14 |
| 15 | 16 | 17 | 18 | 19 | 20 | 21 |
| 22 | 23 | 24 | 25 | 26 | 27 | 28 |
| 29 | 30 | 31 |    |    |    |    |

| Пн | Вт | Ср | Чт | Пт | Сб | Вс |
|    |    |    | 1  | 2  | 3  | 4  |
| 5  | 6  | 7  | 8  | 9  | 10 | 11 |
| 12 | 13 | 14 | 15 | 16 | 17 | 18 |
| 19 | 20 | 21 | 22 | 23 | 24 | 25 |
| 26 | 27 | 28 | 29 | 30 |    |    |

| Пн | Вт | Ср | Чт | Пт | Сб | Вс |
|    |    |    |    |    | 1  | 2  |
| 3  | 4  | 5  | 6  | 7  | 8  | 9  |
| 10 | 11 | 12 | 13 | 14 | 15 | 16 |
| 17 | 18 | 19 | 20 | 21 | 22 | 23 |
| 24 | 25 | 26 | 27 | 28 | 29 | 30 |
| 31 |    |    |    |    |    |    |

| Пн | Вт | Ср | Чт | Пт | Сб | Вс |
|    | 1  | 2  | 3  | 4  | 5  | 6  |
| 7  | 8  | 9  | 10 | 11 | 12 | 13 |
| 14 | 15 | 16 | 17 | 18 | 19 | 20 |
| 21 | 22 | 23 | 24 | 25 | 26 | 27 |
| 28 | 29 | 30 | 31 |    |    |    |

| Пн | Вт | Ср | Чт | Пт | Сб | Вс |
|    |    |    |    | 1  | 2  | 3  |
| 4  | 5  | 6  | 7  | 8  | 9  | 10 |
| 11 | 12 | 13 | 14 | 15 | 16 | 17 |
| 18 | 19 | 20 | 21 | 22 | 23 | 24 |
| 25 | 26 | 27 | 28 | 29 | 30 |    |

| Пн | Вт | Ср | Чт | Пт | Сб | Вс |
|    |    |    |    |    |    | 1  |
| 2  | 3  | 4  | 5  | 6  | 7  | 8  |
| 9  | 10 | 11 | 12 | 13 | 14 | 15 |
| 16 | 17 | 18 | 19 | 20 | 21 | 22 |
| 23 | 24 | 25 | 26 | 27 | 28 | 29 |
| 30 | 31 |    |    |    |    |    |

| Пн | Вт | Ср | Чт | Пт | Сб | Вс |
|    |    | 1  | 2  | 3  | 4  | 5  |
| 6  | 7  | 8  | 9  | 10 | 11 | 12 |
| 13 | 14 | 15 | 16 | 17 | 18 | 19 |
| 20 | 21 | 22 | 23 | 24 | 25 | 26 |
| 27 | 28 | 29 | 30 |    |    |    |

| Пн | Вт | Ср | Чт | Пт | Сб | Вс |
|    |    |    |    | 1  | 2  | 3  |
| 4  | 5  | 6  | 7  | 8  | 9  | 10 |
| 11 | 12 | 13 | 14 | 15 | 16 | 17 |
| 18 | 19 | 20 | 21 | 22 | 23 | 24 |
| 25 | 26 | 27 | 28 | 29 | 30 | 31 |

## События
- 1 февраля — Гражданская война в США: армия Шермана выступила из Саванны на север для соединения с основными силами Гранта.
- 11 февраля — южане одержали победу над армией Союза в битве[англ.] при городе Эйкен в Южной Каролине[1][2].
- 12 февраля — США потребовали вывода французских войск из Мексики.
- 18 февраля — Гражданская война в США: взятие Шерманом Чарльстона.
- 1 апреля — Гражданская война в США: неудачная для Ли Битва при Файв-Фокс.
- 2 апреля — Гражданская война в США: Третье сражение при Питерсберге и эвакуация столицы Конфедерации Ричмонда.
- 6 апреля — Гражданская война в США: Сражение при Сайлерс-Крик.
- 8 апреля — в Мадриде начинается восстание против режима генерала Рамона Нарваэса[3].
- 9 апреля — Гражданская война в США: Капитуляция Северовирджинской армии. Фактически завершение войны.
- 10 апреля — опубликована временная Конституция Мексиканской империи[4].
- 14 апреля
  - Скончался пожизненный президент Гватемалы генерал-капитан Рафаэль Каррера[5].
  - Смертельно ранен президент США Авраам Линкольн; скончался на следующий день, 15 апреля[6].
- 27 апреля — на реке Миссисипи близ Мемфиса произошло крупнейшее кораблекрушение на речном транспорте в истории человечества.
- 1 мая — Аргентина, Бразилия и Уругвай заключили тайный союз против Парагвая в Парагвайской войне[7].
- 3 мая — конгресс Гватемалы избрал президентом маршала Висенте Серну[8].
- 6 мая — США направили протест Австрии по поводу участия в мексиканском конфликте австрийских добровольцев.
- 12—13 мая — сражение у ранчо Пальмито, выигранное оставшимися конфедератами, благополучно отступившими в Мексику. Завершение гражданской войны.
- 13 мая — открыт Новороссийский университет в Одессе (сейчас Одесский национальный университет имени И. И. Мечникова).
- 15 мая — на Гаити начинается двухлетняя гражданская война вызванная восстанием майора Сильвана Сальнава против президента генерала Фабра Жеффрара[9].
- 17 мая — в Париже двадцатью государствами, включая Россию, приняты Первая международная телеграфная конвенция и «Регламент телеграфной связи». Одновременно, на базе этих соглашений основан «Международный телеграфный союз» (фр. Union internationale du télégraphe).
- 11 июня — парагвайская эскадра атаковала флот Бразилии на реке Паране[7].
- 16 июня — войсками генерала М. Г. Черняева был взят в результате штурма Ташкент, входивший в тот момент в состав Кокандского ханства.
- 21 июня — отставка диктатора Испании генерала Рамона Нарваэса. Новым премьер-министром назначен Леопольдо О’Доннель[3].
- 14 июля — Первое восхождение на Маттерхорн (Альпы) высотой 4478 м совершил член англо-французской экспедиции Эдуард Уимпер (Edward Whymper). Успех экспедиции был омрачён трагедией: во время спуска четверо её членов погибли. Вернулись лишь отец и сын Таугвальдеры, и англичанин Эдуард Уимпер. Маттерхорн стал последней покорённой вершиной в списке самых известных альпийских вершин. По этой причине, восхождение Уимпера и его группы на вершину было названо окончанием «золотого века альпинизма».
- 5 августа — парагвайская армия захватила город Уругваяна в Бразилии[7].
- 14 августа — Гаштейнская конвенция между Австрией и Пруссией. Стороны подтвердили совместное владение рядом германских княжеств. Герцогство Лауэнбург передано Пруссии за денежную компенсацию[10][11].
- 14 августа — восстание в Доминиканской Республике под руководством Грегорио Луперона[12], навсегда изгоняет испанских колонизаторов.
- 29 августа — расстрелян бывший президент Сальвадора Херардо Барриос, пытавшийся вновь объединить Центральную Америку[13].
- 3 октября — император Мексики Максимилиан I издал декрет (т. н. «Чёрный закон») о предании военно-полевому суду с обязательным смертным приговором каждого, кто вёл вооружённую борьбу против империи. В стране начинаются массовые расстрелы[14].
- 23 октября — упразднено Азовское казачье войско[15].
- 28 октября — в Миссури на территории нынешнего столичного района Канзас-Сити[англ.] Уильям Буллит Говард[англ.] основал город Стротер (ныне Лис-Саммит)[16][17].
- 3 декабря — вышло распоряжение об открытии Петровской земледельческой и лесной академии, что считается датой основания Московской сельскохозяйственной академии.
- 10 декабря — скончался король Бельгии Леопольд I. На престол вступил его сын Леопольд II[18].
- 18 декабря — вступила в силу тринадцатая поправка к Конституции США, полностью отменяющая и запрещающая рабство (ратифицирована 3/4 штатов 6 декабря).

## Без точных дат
- Основана компания Nokia.
- Основан английский футбольный клуб «Ноттингем Форест».
- Вышла книга Льюиса Кэрролла «Приключения Алисы в Стране чудес» с иллюстрациями Джона Тенниела.

## Родились
См. также: Категория:Родившиеся в 1865 году
- 8 января — Михаил Иванович Туган-Барановский, учёный-экономист, государственный и общественный деятель Украины (ум. 1919).
- 17 января — Влас Дорошевич — русский фельетонист, театральный критик (ум. 1922).
- 19 января — Валентин Александрович Серов, русский художник (ум. 1911).
- 31 января — Алексей Бахрушин, русский купец, коллекционер, создатель частного литературно-театрального музея (ум. 1929).
- 4 февраля — Василий Демьянович Болотнов, русский художник (ум. 1939).
- 12 февраля — Казимеж Тетмайер, польский поэт, прозаик, драматург (ум. 1940).
- 17 февраля — Эрнст Трёльч, немецкий теолог, философ культуры (ум. 1923).
- 3 июня — Георг V, король Соединённого Королевства Великобритании и Северной Ирландии (ум. 1936).
- 13 июня — Уильям Батлер Йейтс, ирландский поэт, лауреат Нобелевской премии по литературе 1923 года (ум. 1939).
- 26 июня — Бернард Беренсон (Вальвроженский / Valvrojenski) — американский историк искусств и художественный критик (ум. 1959).
- 6 июля — Эмиль Далькроз, швейцарский композитор и педагог (ум. 1950).
- 29 июля — Александр Глазунов, русский композитор (умер в 1936).
- 2 сентября — Мамонт Дальский, русский драматический актёр (ум. 1918).
- 11 сентября — Райнис, латышский поэт и драматург (ум. 1929).
- 1 октября — Поль Дюка, французский композитор (ум. 1935).
- 17 октября — Люциан Желиговский, польский военачальник и политический деятель (ум. 1947).
- 25 октября — Дмитрий Алексеевич Абельдяев, русский писатель (ум. не ранее 1915).
- 8 декабря — Ян Сибелиус, финский композитор (ум. 1957).
- 28 декабря — Феликс Валлоттон, швейцарский живописец и график (ум. 1925).
- 30 декабря — Редьярд Киплинг, английский писатель и поэт, лауреат Нобелевской премии по литературе 1907 года (ум. 1936).
- Арефа Верхотурский — архимандрит Верхотурского Николаевского монастыря, святой Русской церкви.
- Феодосий Савинов, русский поэт, автор слов песни «Это русская земля» (ум. 1915).

## Скончались
См. также: Категория:Умершие в 1865 году
- 19 января — Пьер Жозеф Прудон, французский социалист, автор теории Прудона (род. 1809).
- 4 апреля — Рафаэль Каррера, президент Гватемалы в 1844—1865 годах (род.1814).
- 10 апреля — Чокан Чингисович Валиханов, казахский учёный, историк, путешественник, просветитель (род. 1835).
- 15 апреля — Авраам Линкольн, 16-й президент США; в результате смертельного ранения, полученного при покушении на его жизнь 14 апреля.
- 13 августа — Игнац Филипп Земмельвайс (р. 1818), венгерский акушер немецкого происхождения, пионер антисептики.
- 24 апреля — Николай Александрович, наследник цесаревич и великий князь.
- 8 (20) августа — архитектор Андрей Иванович Штакеншнейдер.
- 10 декабря — Леопольд I, король Бельгии с 1831 года (род. 1790).
- 19 декабря — Всеволод Дмитриевич Костомаров, русский поэт-переводчик.